# Schuurspons

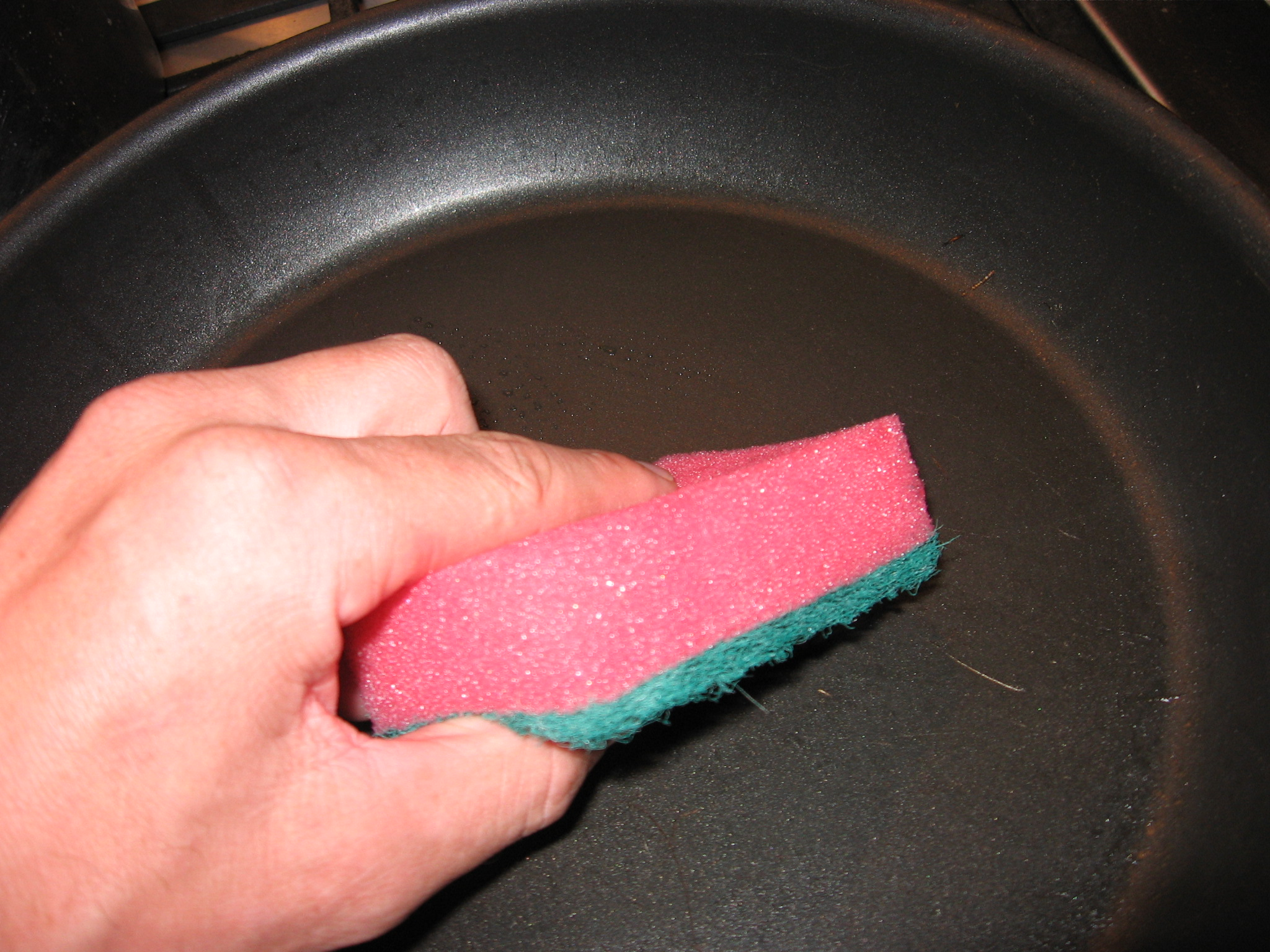
Viscose schuurspons

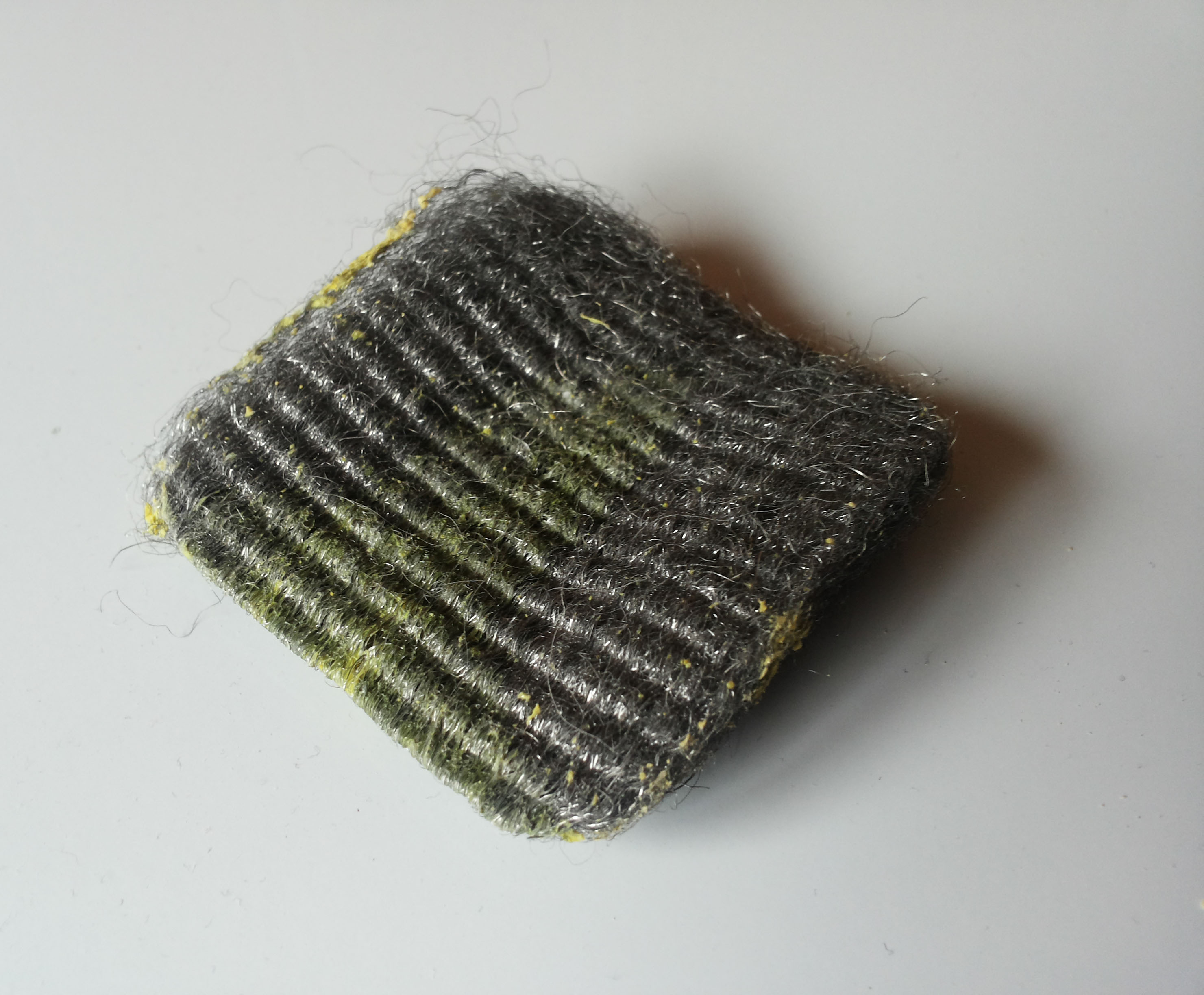
Staalwol schuursponsje met zeep

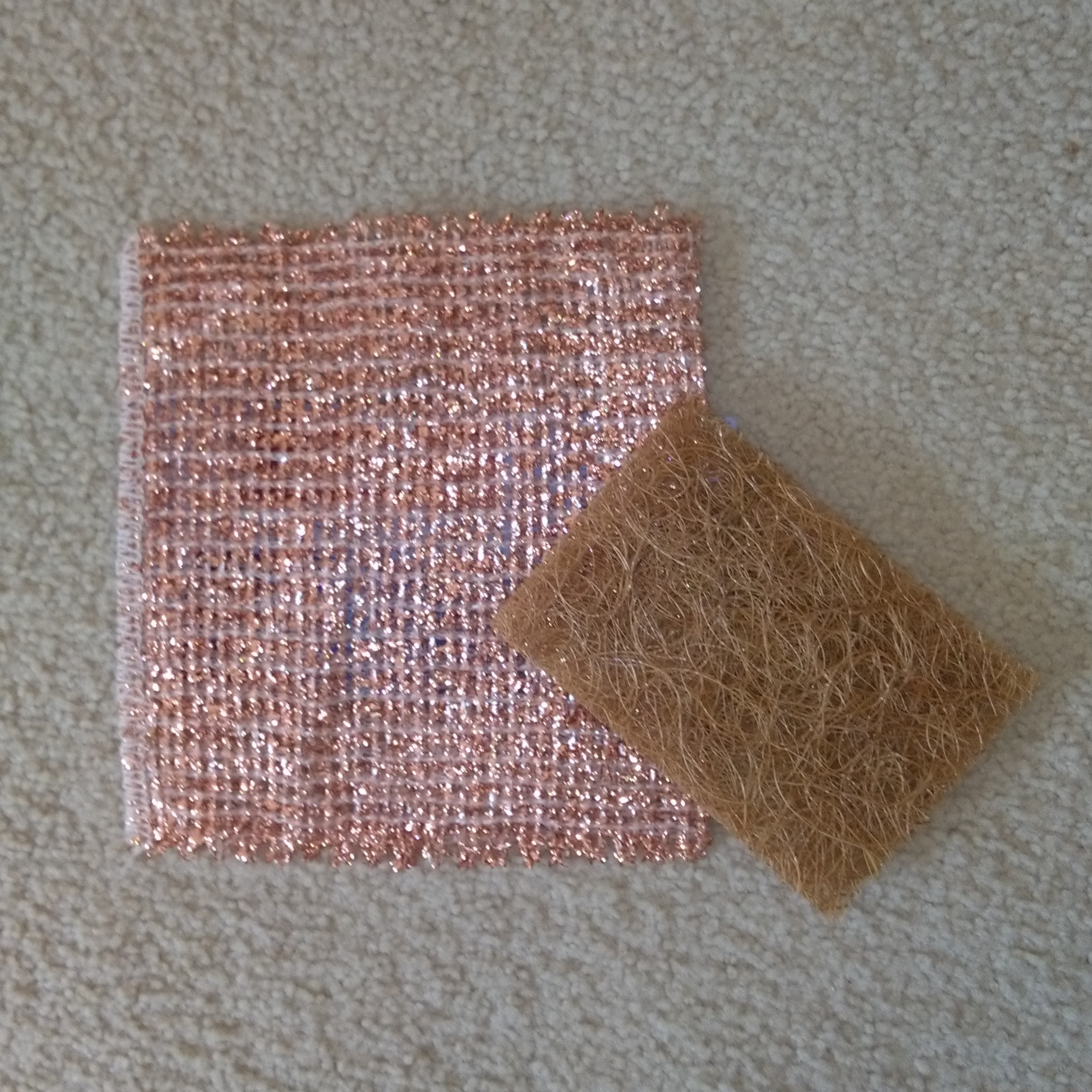
Schuurspons van kokosvezel en schuurdoekje van kopergaas

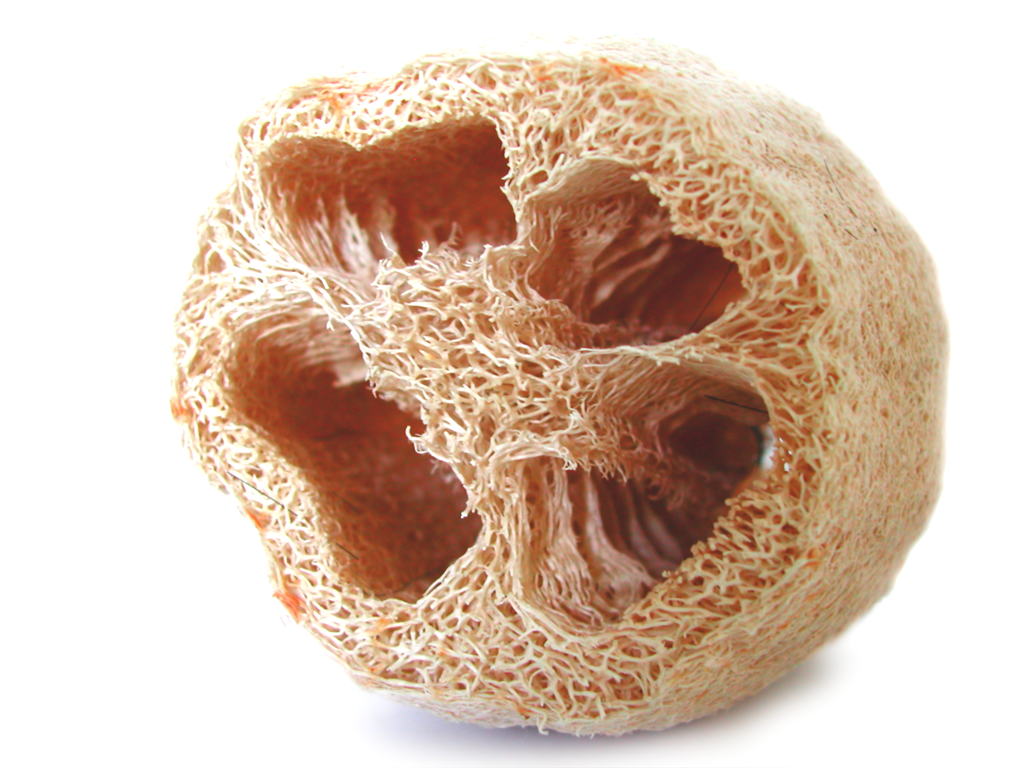
Luffa spons

De schuurspons is een huishoudelijk voorwerp dat dient om mee schoon te maken. In de regel worden schuursponzen gebruikt in de keuken, in het bijzonder voor de afwas, maar de zachte variant wordt ook voor andere huishoudelijke klusjes ingezet.
De schuursponzen zijn in meerdere typen te verdelen:
- Zachte schuursponzen
- Stalen schuursponzen
- Sponzen van fijn staalwol voor eenmalig gebruik
- Koperen schuursponzen
- Schuursponzen van kokosvezel, luffa of natuurvezels zoals sisal

## Zachte sponzen
De zachte schuurspons is een type spons dat bestaat uit een zachte sponslaag, gemaakt uit kunstmatig sponsmateriaal (viscose), met op één zijde een harde, vaak groene schuurlaag. De schuursponsjes bestaan in vele kleuren. Een nadeel van deze sponsjes is dat zij microplastics loslaten die in het water terechtkomen en zo bijdragen aan de plasticsoep. Het Voedingscentrum maakte in 2017 bekend dat zachte schuursponsjes een voedingsbodem voor schimmels en bacteriën vormen en daarom niet in de keuken thuishoren.

## Stalen sponzen
De stalen spons bestaat uit gewikkelde dunne staaldraad, waardoor het ruwer schuurt. De stalen spons neemt echter geen water op en kan krassen veroorzaken. Veel stalen sponzen zijn gemaakt van roestvrij staal om roestvorming te voorkomen.

## Sponzen van staalwol
Sponzen van fijn staalwol zijn ook wel bekend als Jex. Deze zijn vooral bekend bij de scouts, omdat ze dienen om het zwart van het vuur aan de onderkant van potten en pannen te verwijderen, maar ze worden ook in het huishouden gebruikt. Ze slijten snel. In sommige modellen is zeep verwerkt.

## Sponzen van koper
Sponzen van geweven koperdraad zijn geschikt voor gebruik op glas en roestvrij staal. Koper is een zacht metaal, waardoor het niet krast. Er zijn ook koperen schuurdoekjes.

## Sponzen van kokosvezel, luffa of sisal
Een voordeel van een spons van kokosvezel of luffa is dat hij biologisch afbreekbaar is en na gebruik bij het gft-afval kan. Ook gaan deze sponzen langer mee dan die van viscose.
Schuursponzen van natuurvezels kunnen ook zelf worden gemaakt door bijvoorbeeld met sisaltouw te haken of te breien.